# Dicornua hikosanensis
Dicornua hikosanensis là một loài nhện trong họ Linyphiidae. Chúng được Ryoji Oi miêu tả năm 1960, và chỉ được tìm thấy ở Nhật Bản.